# Menacanthus pallidulus
Menacanthus pallidulus är en insektsart som beskrevs av Neumann 1912. Menacanthus pallidulus ingår i släktet kamlöss, och familjen spolätare. Arten är reproducerande i Sverige. Inga underarter finns listade i Catalogue of Life.